# 侏儒星雲
侏儒星雲是環繞著海山二 (船底座η) 的發射星雲，這個星雲被嵌在更為巨大的電離氫區船底座星雲內。
侏儒 (Homunculus，源自拉丁文，意思是小人)被認為是從地球上觀察到的海山二這顆恆星在1841年噴發出來的，當時地球上觀察到了增光的現象。此一事件，使海山二成為當時的全天第二亮星，僅次於天狼星；但是噴出來的塵埃與氣體也遮蔽了許多的光亮。這巨大質量－僅次於超新星爆炸－的噴發在兩極產生瓣狀和赤道上巨大的薄盤，並且全都以670公里/秒 (1,500,000 mph) 向外移動，而且未來仍有再爆發的可能性。
雖然海山二的距離有7,500光年，它的發光範圍也只有小小的100億英里的直徑－大約是太陽系的大小－能夠被觀測到。塵埃小徑、細小的凝塊、還有奇特的徑向條紋呈現前所未見的高清晰度。噴發出來的瓣比中央的恆星暗淡許多 (大約差了10萬倍)。超量的紫光從赤道的盤面和兩極的瓣之間逃逸，顯然在侏儒的瓣和靠近恆星的區域之前還有較小的塵埃碎屑，因此藍光也可以散逸出來。另一方面，瓣包含了大量的塵埃，導致大量的藍光被吸收，造成瓣的顏色呈現淡紅色。 

## 形狀
許多天文物理學的理論都在討論侏儒星雲不尋常的形狀，歸咎於恆星是"花生"的形狀，或是聯星系統。它被認為在1841年增光事件中，相互作用的衝擊波已經在交互作用波的兩側創造出駐波，引力使噴發物形成平面的集團。也有可能是星雲中有如太陽系大小的節點正在進行某些機制。有個理論認為在兩個瓣的中心各有一個小黑洞，其中的一個毀滅了海山二 (或是聯星)。在這個事件中噴發出的"裙狀物"是由於受到抑制的重力場，在碰撞點向切向釋放。
侏儒-海山二系統是目前被研究得最詳細的大質量系統。直到不久之前，這一系統還被認為包含已知質量最大的單一恆星，但是海山二最近被認為是聯星系統。替代的，在海山二聯星系統內質量最大的恆星少於100倍的太陽質量，而其它已知的大質量恆星有更大的發光能力和更大的質量。

哈勃望远镜拍摄的侏儒星云的紫外照片